# Caminata Lares

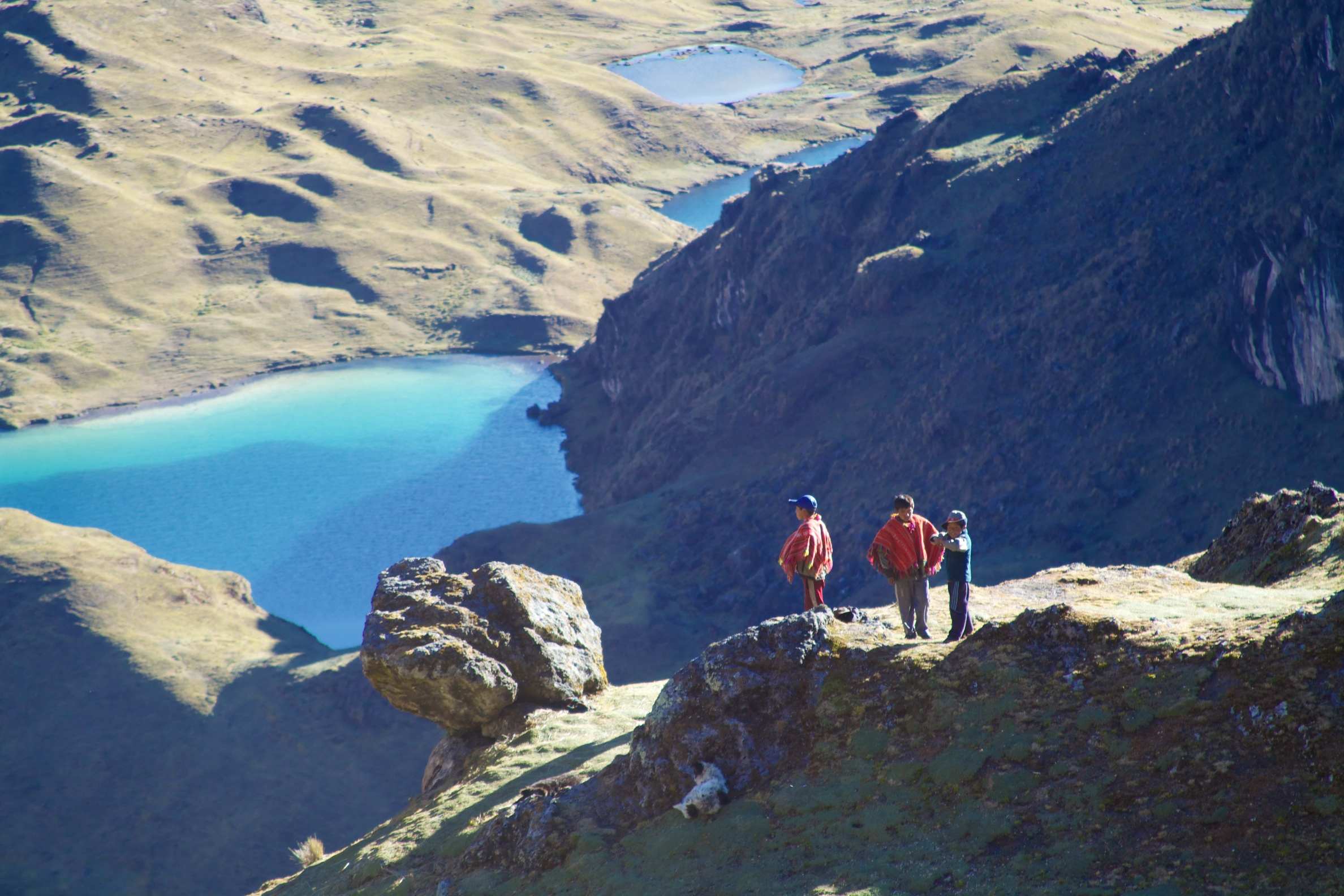
caminata Lares

La caminata Lares (conocida como el Lares trek) es una caminata en altura en Cusco, Perú, que comienza cerca del pueblo de Lares, aproximadamente 64 kilómetros al norte de Cusco y 56 kilómetros al este de Machu Picchu, y que lleva de dos a tres días. El valle de Lares yace al este de la cordillera montañosa Urubamba y atraviesa parte del Valle Sagrado. Para llegar al punto de inicio de la caminata se requiere un viaje de aproximadamente 5 horas en colectivo o en camioneta desde el pueblo de Lares. La ruta del Lares trek atraviesa las típicas áreas andinas montañosas de Perú.
El valle de Lares es hogar de muchos tejedores y granjeros famosos por sus tejidos hechos a mano. Los nativos de esta región hablan quechua y español y siempre están dispuestos a darte una oportunidad de tejer algo con tus propias manos.
El Lares trek es uno de los principales caminos alternativos a Machu Picchu. Es ligeramente más corto pero más alto que el Camino del Inca, y se puede acceder a él desde Cusco. A diferencia del Camino del Inca, no se requieren permisos para caminar el Lares trek.
Existen diferentes itinerarios de ruta disponibles en el Lares trek. El camino, al ser poco conocido, es también más tranquilo que el Camino del Inca. El Lares trek es además un poco más fácil que el Camino del Inca, a pesar de que existen 3 pasos altos de montaña, el más alto a 4400 metros de altura.

## La ruta clásica
La ruta más conocida del Lares trek es la más corta (33 km) y la más fácil, en la que tendrás que cruzar solo un paso alto. La ruta tarda 3 días en ser caminada y un día en llegar al Machu Picchu.
Los senderistas parten desde Cusco (3400 m) alrededor de las 6:00 de la mañana en el primer día y conducen por varias horas hacia Calca, una pequeña ciudad a 2,928 m de altura. Se puede desayunar en este punto. Desde Calca debes conducir por 3 horas más hacia el norte hasta llegar a Lares. En Lares hay aguas termales que son muy populares. Desde allí  debes caminar durante 5 horas más hasta el primer campamento en Huacahuasi (3750 m).
Huacahuasi es un pueblo tradicional de tejedores en donde los senderistas usualmente prueban tejer. El segundo día de caminata es el más corto y empinado a medida que cruzas el paso de Ipsaycocha (4450 m), el punto más alto del camino.Se puede acampar junto al lago Ipsaycocha.
El último día de caminata es cuesta abajo. Pasarás por varios pueblos tradicionales de tejedores, incluyendo Patacancha (3700 m) y Huilloc, antes de terminar en Ollantaytambo (2792 m). Desde aquí se puede tomar el tren hacia Aguas Calientes, en donde puedes pasar la noche. Como en Lares, hay varias aguas termales en Aguas Calientes.
El próximo día se viaja un trayecto corto en autobús hacia Machu Picchu.
Existen numerosas rutas alternativas, incluyendo algunas en las que puedes quedarte con familias locales en vez de acampar.